# Anisia opaca
Anisia opaca är en tvåvingeart som beskrevs av Wulp 1890. Anisia opaca ingår i släktet Anisia och familjen parasitflugor. Inga underarter finns listade i Catalogue of Life.